# ای، سافک
latitudeای، سافکlongitudeای، سافک
ای، سافک (به انگلیسی: Eye, Suffolk) یک شهرک در بریتانیا است که در انگلستان واقع شده‌است.

## خصوصیات
ای ۲٬۱۵۴ نفر جمعیت دارد.

## خواهرخوانده
شهر Pouzauges خواهرخواندهٔ ای، سافک هست.